# Biegus ostrosterny
Biegus ostrosterny (Calidris acuminata) – gatunek wędrownego ptaka z rodziny bekasowatych (Scolopacidae). Występuje w północno-wschodniej Azji, zimuje w Australazji; raz stwierdzony w Polsce. Jest narażony na wyginięcie.

## Systematyka
Gatunek ten po raz pierwszy zgodnie z zasadami nazewnictwa binominalnego opisał amerykański lekarz i przyrodnik Thomas Horsfield w 1821 roku na łamach „Transactions of the Linnean Society of London”. Autor nadał gatunkowi nazwę Totanus acuminatus, a jako miejsce typowe wskazał Jawę. Obecnie biegus ostrosterny zaliczany jest do rodzaju Calidris. Nie wyróżnia się podgatunków.

## Występowanie
Biegus ostrosterny zamieszkuje północno-środkową i północno-wschodnią Syberię – od delty Leny do rzeki Kołymy. Zimuje od Nowej Gwinei przez Melanezję po Nową Kaledonię i Fidżi oraz na południe po Australię i Nową Zelandię.
W Polsce po raz pierwszy obserwowano go 3 i 4 sierpnia 2023 roku w Białej Oleckiej w woj. warmińsko-mazurskim, a następnie tego samego osobnika od 4 do 10 sierpnia w Kukowie w woj. podlaskim; Komisja Faunistyczna Sekcji Ornitologicznej Polskiego Towarzystwa Zoologicznego zaakceptowała to stwierdzenie i wciągnęła biegusa ostrosternego na Listę awifauny krajowej.

## Morfologia
Wymiarydługość ciała 17–22 cm
masa ciała: samce 53–114 g, samice 39–105 g
rozpiętość skrzydeł 36–43 cm

## Status
Międzynarodowa Unia Ochrony Przyrody (IUCN) od 2022 roku klasyfikuje biegusa ostrosternego jako gatunek narażony na wyginięcie (VU, Vulnerable); wcześniej, od 1988 roku był uznawany za gatunek najmniejszej troski (LC, Least Concern). W 2022 roku szacowano liczebność światowej populacji na 60–120 tysięcy dorosłych osobników. Trend liczebności populacji oceniany jest jako silnie spadkowy.